# Пробота (Сучава)
Пробота (рум. Probota) насеље је у Румунији у округу Сучава у општини Долхаска. Oпштина се налази на надморској висини од 289 m.

## Становништво
Према подацима из 2002. године у насељу је живело 1913 становника, од којих су сви румунске националности.